# Districte de Jalandhar

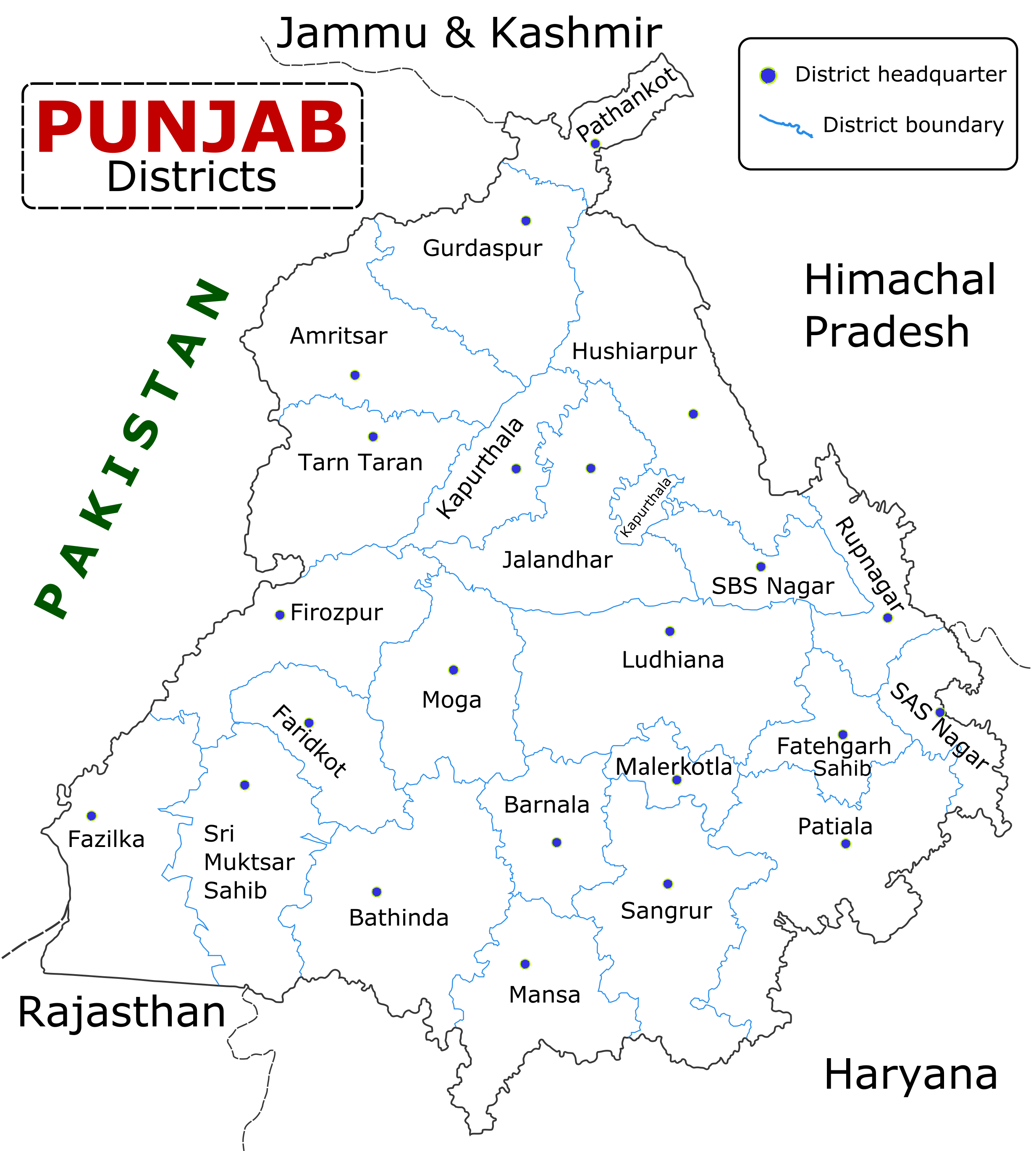
Districtes de Punjab

Districte de Jalandhar (o Districte de Jullundur) (panjabi ਜਲੰਧਰ ਜ਼ਿਲਾ), hindi जलंधर ज़िला) és una divisió administrativa del Panjab (Índia) amb capital a Jalandhar, part de la divisió de Jalandhar. El districte té una superfície de 2.632 km² i una població de 1.9627.00 habitants (2001).

## Geografia
Ocupa la part sud del doab anomenat Bist Jullundur, és a dir el país entre el Beas i el Sutlej; aquest riu forma el seu límit sud; el Beas està a l'oest; al centre (nord) té un enclavament del districte de Kaphurtala derivat d'un territori que fou del maharajà.

## Administració
Administrativament està format per 5 subdivisions fiscals i 5 tehsils:
- Jalandhar I
- Jalandhar II
- Nakodar
- Phillaur
- Shakot

Hi ha també 4 subtehsils (Adampur, Bhogpur, Kartarpur, Goryan i Nurmahal), 10 blocs de desenvolupament (Jalandhar East, Jalandhar West, Bhogpur, Adampur, Nakodar, Shahkot, Phillaur, Nurmahal, Lohian i Rurka Kalan), 11 ciutats i 954 pobles.
El districte de Nawanshahr fou part del districte de Jalandhar fins a l'1 de setembre de 1997 quan en fou segregat, quedant format per la subdivisió de Balachaur del districte de Hoshiarpur i les àrees de Banga i Nawanshahr de Jalandhar

## Història
Sis concilis budistes haurien tingut lloc a Jalandhar al segle I i el quart hauria establert Buda com a Déu. Segons el peregrí xinès Fa Hien, que va viatjar per l'Índia entre el 399 i el 411, hi havia gran nombre de llocs (vihares) budistes (unes 50) i el budisme era practicat per molta gent.
Hiuen Tsang va visitar la zona el segle VII quan Jalandhar era la capital del regne rajput de Trigartta que estava integrats pels moderns districtes de Jalandhar, Nawanshahr, Hoshiarpur i Kangra i els estats natius de Chamba, Mandi i Suket; regnava llavors a l'Índia Harshavardhana, i el regne de Jalandhar o Trigartta estava dirigit pel seu feudatari Raja Utito (que Alexender Cunningham identifica amb el rajput Raja Attar Chand de la dinastia katoch. Segons Hiuen el regne s'estenia uns 270 km de l'oest a l'est i uns 215 de nord a sud; Jalandhar era una ciutat gran capital del regne i de la dinastia katoch. El katoch van mantenir el seu control sobre la regió amb algunes interrupcions, fins al segle xii, amb capital a Jalandhar, i amb Kangra com a fortalesa principal. Rajatarangini al final del segle ix esmenta la derrota de Prithwi Chandra, Raja de Trigartta, a mans de Sankara Chandra de Caixmir. Entre el segle viii i x fou centre del gran moviment Nath un dels sants principals del qual fou Jalandhar Nath. Al final del segle X i fins al 1019 el territori va estar en mans dels Shahi del Panjab.
El 1088 (o 1188) la ciutat fou conquerida per Ibrahim ibn Masud, soldà gaznèvida (o per un Ibrahim Shah de Ghur), i sembla que en endavant va estar sota domini musulmà generalment dependent de la província de Lahore dins el sultanat de Delhi. Durant la dinastia dels Sayyids (1414-1451) l'autoritat de Delhi es va esvair i la zona fou teatre de nombrosos moviments rebels i especialment el del cap kokhar Jasrath. A Jalandhar es van concentrar les forces mogoles el 1555 quan Humayun va retornar per lliurar la batalla que li va permetre recuperar el tron i el regne; a la rodalia es va produir la derrota de les forces de Bairam a mans dels imperials el 1560. Sota Akbar el Gran fou centre d'un sarkar.
Adina Beg, el darrer i més famós dels governants de Jalandhar va tenir un paper destacat en el final del domini musulmà al Panjab, oscil·lant entre l'emperador de Delhi, els sikhs i Ahmad Shah Durrani. Aquest darrer va saquejar Nurmahal i Kartarpur i en venjança els sikhs van cremar Jalandhar el 1757. El 1758 el Maharaja Ghamand Chand de la dinastia Katoch fou nomenat nizam de Jalandhar per Ahmad Shah Durrani. La revolta sikh contra els mogols va trobar molt de suport al districte i un nombre de petits caps aviat es va establir per la força de les armes com a sobirans independents per tot el doab. El 1766 la ciutat de Jalandhar va caure en mans de la confederació (misl) de Faizullahpuria, liderada per Khushhal Singh. El seu fill i successor Budh Singh, va construir una fortalesa a la ciutat; altres caps sikhs van construir fortaleses als afores de la ciutat. Phillaur fou ocupada per Budh Singh, que la va convertir en capital d'un estat força important; els rajputs musulmans de Nakodar (que tenien aquesta ciutat i comarca en jagir per cessió de Jahangir) foren expulsats per Sardar Tara Singh, Ghaiba, que va construir un fort i es va fer amo del territori a l'entorn. Mentre, al sud, Ranjit Singh estava consolidant el seu poder i va ocupar Phillaur el 1807 i va convertir el serrall en un fort que dominava el pas del Sutlej. el 1811 Diwan Mohkam Chand fou enviat per annexionar els dominis de la confederació Faizullahpuria al doab de Jalandhar. Budh Singh va fugir creuant el Sutlej i encara que les seves forces van tractar de resistir, l'exèrcit de Ranjit Singh es va acabar imposant a la tardor d'aquell mateix any. El 1816 Ranjit Singh va ocupar Nakodar i els petits sardars (nobles) foren progressivament expulsats quedant tot el país sota control directe dels governador enviats per la cort de Lahore. L'administració sikh fou dura, amb una forta pressió fiscal, especialment sota Shaikh Ghulam Muhi-ud-din, el darrer oficial nomenat a la zona, que va tenir un govern tirànic i va cobrar taxes regulars i irregulars. Va confiar el territori al seu fill Imamud-din, però generalment ni pare ni fill van residir al districte, encarregant la feina a lloctinents, els més conegut dels quals foren Sandhe Khan a Hoshiarpur i Karim Bakhsh a Jullundur (Jalandhar).
Al final de la Primera Guerra Sikh (1846) el territori fou annexionat pels britànics pel tractat de Lahore de 9 de març de 1846. Sir John Lawrence fou nomenat com a primer comissionat dels estats del Trans Sutlej. Durant dos anys va dependre del govern general i des de 1848 del resident a Lahore i després de l'annexió de Panjab el 1849, del governador de la província amb seu a Amritsar. Phillaur fou establert com a magatzem de l'artilleria i un quarter important es va establir a Nakodar. El primer fou abandonat el 1857 i el segon el 1854. El 1857 les tropes a Jalandhar i Phillaur es van amotinar i es van unir als rebels de Delhi. Raja Randhir Singh de Kapurthala va servir lleialment als britànics aportant tropes i amb la seva influència preservant la pau al doab.

## Geografia
La població sota domini britànic era: 794.418 (1868), 789.555 (1881), 907.583 (1891), 917.587 (1901). Estava dividit en quatre tahsils: Jullundur, Nawashahr, Phillaur i Nakodar.
Inicialment es van crear (1849) els districtes de Jalandhar, Hoshiarpur i Kangra. El de Jalandhar tenia 3.424 km² (1881) i 3.706 km² (1901).
El tahsil de Jalandhar o Jullundur mesurava 1.013 km² amb una població el 1901 de 305.976 habitants (295.301 el 1881) i 409 pobles. Les ciutats principals eren Jullundur, la capital amb 67.735 habitants el 1901, i els municipis de Kartarpur, Alawalpur, Phillaur, Nurmahal, Rahon, Nawashahr, Banga i Nakodar. Els musulmans eren el 45%, els hindús el 40% i els sikhs el 14%. La llengua principal era el panjabi. La casta principal eren els jats (20%)
Els llocs més important quant a restes són les tombes de Nakodar i el serrall de Nur Jahan a Nurmahal.